# Governatore del Tocantins
Il Governatore del Tocantins è il governatore dello Stato federato brasiliano del Tocantins.

## Elenco
| Ritratto | Testo del titolo            | Testo del titolo |
| -------- | --------------------------- | ---------------- |
|          | José Wilson Siqueira Campos | 1989 - 1991      |
|          | Moisés Avelino              | 1991 - 1995      |
|          | José Wilson Siqueira Campos | 1995 - 1998      |
|          | Raimundo Boi                | 1998 - 1999      |
|          | José Wilson Siqueira Campos | 1999 - 2003      |
|          | Marcelo de Carvalho Miranda | 2003 - 2009      |
|          | Carlos Gaguim               | 2009 - 2011      |
|          | José Wilson Siqueira Campos | 2011 - 2014      |
|          | Sandoval Cardoso            | 2014 - 2015      |
|          | Marcelo de Carvalho Miranda | 2015 - 2018      |
|          | Mauro Carlesse              | 2018 - 2022      |
|          | Wanderlei Barbosa           | 2022 - in carica |